# Boliwia na Mistrzostwach Świata w Lekkoatletyce 2015
Boliwia na Mistrzostwach Świata w Lekkoatletyce 2015 – reprezentacja Boliwii podczas mistrzostw świata w Pekinie liczyła 3 zawodników.

## Występy reprezentantów Boliwii

### Mężczyźni
| Konkurencja            | Zawodnik                | Finał    | Finał   |
| Konkurencja            | Zawodnik                | Rezultat | Pozycja |
| ---------------------- | ----------------------- | -------- | ------- |
| Chód na 20 km mężczyzn | Marco Antonio Rodríguez | 1:27:15  | 43.     |

### Kobiety
| Konkurencja          | Zawodnik           | Finał      | Finał   |
| Konkurencja          | Zawodnik           | Rezultat   | Pozycja |
| -------------------- | ------------------ | ---------- | ------- |
| Chód na 20 km kobiet | Claudia Balderrama | DSQ        | DSQ     |
| Chód na 20 km kobiet | Wendy Cornejo      | 1:34:12 PB | 22.     |